# Квинт Дидий
Квинт Дидий (на латински: Quintus Didius) е политик и сенатор на Римската република и Римската империя, управител на римската провинция Сирия през 31 – 29 пр.н.е.
След битката при Акциум Октавиан, бъдещият император Август го изпраща като управител на римската провинция Сирия през края на 31 пр.н.е. Там заповядва на арабите на набатейския цар Малих I от околността на Петра да изгорят флотата на Клеопатра VII в канала Kleopatris (преди наричан Arsinoe) на Суецкия канал. С помощта на Ирод Велики блокира пътя на гладиаторска група, която е тръгнала от Кизик към Мала Азия да помага на Марк Антоний в Египет и ги задължава да се заселят в Дафне, предградие на Антиохия на Оронт.